# Hòa Thuận, An Giang
Hòa Thuận là một xã thuộc tỉnh An Giang, Việt Nam.

## Lịch sử
Ngày 10 tháng 10 năm 1981, Hội đồng Bộ trưởng ban hành Quyết định 109-HĐBT về việc chia xã Thuận Hoà thành ba xã lấy tên là xã Thành Lợi, xã Hoà Thuận và xã Ngọc Hoà.
Ngày 31 tháng 5 năm 1991, Ban Tổ chức Chính phủ ban hành Quyết định số 288-TCCP về việc sáp nhập hai xã Thành Lợi và Ngọc Hòa vào xã Hòa Thuận.
Ngày 26 tháng 7 năm 2005, Chính phủ ban hành Nghị định số 97/2005/NĐ-CP về việc thành lập xã Ngọc Hòa trên cơ sở 3.009,68 ha diện tích tự nhiên và 11.170 nhân khẩu của xã Hòa Thuận.
Sau khi thành lập xã Ngọc Hòa, xã Hòa Thuận còn lại 4.312,62 ha diện tích tự nhiên và 16.500 nhân khẩu.
Ngày 12 tháng 6 năm 2025, Ủy ban Thường vụ Quốc hội ban hành Nghị quyết số 1654/NQ-UBTVQH15 về việc sắp xếp các đơn vị hành chính cấp xã của tỉnh An Giang. Theo đó, toàn bộ diện tích tự nhiên, quy mô dân số của xã Ngọc Hòa và xã Hòa Thuận thành xã mới có tên gọi là xã Hòa Thuận.